# Ataque de pânico
Ataques de pânico são períodos súbitos de medo intenso associados a sintomas como palpitações, suores, tremores, falta de ar, dormência ou sensação de que está prestes a acontecer qualquer coisa má. O pico de sintomas ocorre em poucos minutos. A maioria dos ataques de pânico dura cerca de 30 minutos, embora possa durar de alguns segundos a algumas horas. Em alguns casos a pessoa pode sentir medo de perder o controlo sobre si ou sentir dor no peito. No entanto, os ataques de pânico não são perigosos em termos físicos.
Os ataques de pânico podem ter origem numa série de perturbações, entre as quais perturbação de pânico, perturbação de ansiedade social, perturbação de stresse pós-traumático, consumo de drogas, depressão ou outros problemas de saúde. Os ataques podem ser desencadeados por um acontecimento ou ocorrer de forma espontânea. Entre os fatores de risco estão fumar e stresse psicológico. O diagnóstico deve descartar outras condições que produzem sintomas semelhantes, como hipertiroidismo, hiperparatiroidismo, doenças cardiovasculares, doenças pulmonares e consumo de drogas.
O tratamento consiste em tratar a causa subjacente. Em pessoas com ataques frequentes, pode ser recomendada psicoterapia ou medicação. Pode também ser útil o treino respiratório e a aprendizagem de técnicas de relaxamento muscular. As pessoas afetadas apresentam um risco acrescido de suicídio.
Na União Europeia, em cada ano cerca de 3% da população sofre um ataque de pânico, enquanto nos Estados Unidos o número é de 11%. A condição é mais comum entre mulheres do que entre homens. A idade mais comum para a ocorrência de ataques de pânico é durante a puberdade ou no início da idade adulta. As crianças e os idosos são os grupos etários menos afetados.

## Descrição e sintomas
Muitos dos que sofrem de ataques de pânico relatam um "estado de loucura" ou uma perda de controle das emoções e do comportamento, sensação de estar tendo um ataque cardíaco, "visão piscando", sensação de desmaio, náuseas, sensação de dormência em todo o corpo e respiração pesada (e, quase sempre, hiperventilação). Muitas pessoas também relatam "visão de túnel" (perda da visão periférica), devido à reação de defesa do corpo que faz com que o fluxo de sangue saia da cabeça para as partes mais críticas durante o ataque. As experiências geralmente provocam uma forte urgência de escapar ou se ver distante do local onde o ataque começou (a reação de lutar ou fugir) e, quando associadas a dores no peito ou falta de ar, podem necessitar de tratamento médico de urgência, pelos sintomas apresentados. Durante o ataque, costuma haver uma "inundação" de hormônios no corpo, principalmente de adrenalina.
Um ataque de pânico é uma resposta do sistema nervoso simpático (SNS). Os sintomas mais comuns podem incluir tremores, dispneia (falta de ar), palpitações, dor torácica (ou aperto no peito), ondas de calor, ondas de frio, sensação de queimação (particularmente na área facial ou pescoço), sudorese, náuseas, tonturas (ou vertigem de baixa intensidade), tonturas, hiperventilação, parestesia (formigamento), sensação de asfixia ou sufocamento, dificuldade de movimentação e desrealização.
Muitas vezes, falta de ar e dor no peito são os sintomas predominantes, e, por esse motivo, a pessoa acredita erroneamente que está tendo um ataque cardíaco, precisando ir ao pronto-socorro. Como a maioria dos sintomas descritos são os mesmos de doenças cardiovasculares, o ataque de pânico é um diagnóstico de exclusão (outras hipóteses são consideradas primeiro) até que um eletrocardiograma e uma avaliação de saúde mental sejam realizadas.
O ataque de pânico é distinguível de outras formas de ansiedade por sua natureza repentina. Ataques de pânico geralmente são sofridos por pessoas que sofrem de outras desordens relacionadas à ansiedade (são secundários a outras doenças e não uma doença à parte) e nem sempre são indicativos de uma desordem mental. Cerca de dez por cento das pessoas saudáveis sofrem um ataque de pânico isolado por ano.
Uma pessoa que sofre de alguma fobia tende a ter ataques de pânico quando exposta diretamente ao objeto. Esses ataques são geralmente curtos e desaparecem rapidamente quando a exposição ao objeto também desaparece. Em condições de ansiedade crônica, um ataque de pânico pode levar a outro, levando a uma exaustão nervosa por um período de dias.